# Fohnsdorf
Fohnsdorf là một đô thị thuộc huyện Judenburg trong bang Steiermark, nước Áo. Đô thị Fohnsdorf có diện tích 54,62 km², dân số cuối năm 2005 là 8264 người.